# Santo Antônio do Pirapetinga
Santo Antônio do Pirapetinga, também conhecido como Bacalhau, é um distrito de Piranga, Minas Gerais. Numa altitude de 1000 metros, cercado por montanhas, localiza-se a 12 km do distrito-sede. Na parte mais alta do antigo arraial do Bacalhau, existe o maior templo religioso do Vale do Piranga: o Santuário do Bom Jesus do Bacalhau.

## História
A formação do distrito está intrinsicamente interligada a formação do arraial de Guarapiranga. Chamava-se primitivamente Barra do Bacalhau, por conta de José Gonçalves Bacalhau, potentado da região. O nome atual teria vindo por intermédio da lei nº 556, Santo Antônio em referência a primeira igreja da região, e Pirapetinga dizendo respeito ao rio que banha a localidade.
A formação do distrito remonta da primeira década do século XVIII, tendo sido manifestado o ouro de aluvião no rio Pirapetinga em 1704. A partir da exploração do ouro surgiu um povoamento, que foi-se expandindo, paralelamente a produção agrícola. A região foi elevada à freguesia, em 1875, sob o título de Santo Antônio do Bacalhau, sendo a sua capela uma filial de Piranga.
Em 1726 é erigida a primeira capela do distrito, dedicada a Nossa Senhora do Rosário. A partir de 1740 é erguida uma capela em invocação a Santo Antônio, padroeiro comum de povoados fundados por portugueses. Sabe-se que Joaquina de Pompéu foi batizada no templo. Conta-se que na segunda metade do século XVIII foi descoberta uma imagem de Jesus Cristo, na atual região do Santuário do Bom Jesus do Bacalhau. A imagem era levada ora para a Capela do Rosário, ora para a Capela de Santo Antônio, mas sempre retornava para o mesmo lugar. Decidiram, assim, construir um tempo no local que a imagem indicava.

Santuário Bom Jesus do Bacalhau, no distrito de Santo Antônio Pirapetinga, nas comemorações do jubileu.

A dita Igreja foi construida, se transformando em santuário, pela bula papal de 1786, assinada pelo papa Pio VI. Todos os anos promove-se jubileus e romarias em direção ao tempo, sendo uma das maior peregrinações de Minas Gerais. O termino da construção da Igreja, de fato, foi tardia. Não há uma data precisa sobre a construção, mas sabe-se que, em 1871, a mesa da Irmandande do Senhor Bom Jesus contratou serviços para as obras da capela (dentre os membros estavam o Capitão Luiz da Costa Athaíde e sua mulher Maria Barbosa de Abreu, pais do mestre Manuel da Costa Athaíde).
Domingos (pintor e dourador) e Antônio (capelão por quase toda vida), também filhos de Luiz e Maria, também possuem vínculo com a Irmandade. Mestre Athaíde realizou apenas o douramento das fechaduras da capela. A construção do santuário se estendeu por seis décadas (1789-1840).
O povoado de Santo Antônio do Pirapetinga tornou-se distrito de Piranga, pela lei estadual nº 2, de 14 de setembro de 1891.

### Patrimônio histórico

Capela de São Miguel e Almas, do povoado de Mestre Campos, parte do distrito de Santo Antônio do Pirapetinga.

O distrito possui diversos patrimônios materiais tombados, em diferentes instâncias. A nivel federal, pelo IPHAN, é tombado o Santuário do Bom Jesus do Bacalhau e as casas de romaria, por sua importância cultural. A nível estadual, pelo IEPHA-MG, é tombado a Igreja Matriz de Santo Antônio, e as ruinas da Igreja do Rosário. A nível municipal, pela Prefeitura de Piranga, é tombado o núcleo urbano do distrito do Bacalhau, a imagem do Bom Jesus, e a Capela de Nossa Senhora da Conceição do Manja Léguas.

## Geografia
O distrito é banhado por dois principais rios: o rio Bacalhau, que nasce na localidade do Gaspar, e pelo rio Pirapetinga. Seu território é majoritamente montanhoso.

## Povoados integrantes
O distrito Santo Antônio do Pirapetinga engloba, sob a sua administração, diversos distritos. Entre esses: Lagoinha, Samanbaia, Manja-Léguas, Mestre Campos, Beira-Rio, Serigueia, Bandeira, Canoa, Gaspar, Tatu e Biquinha.